# Hyperolius soror
Hyperolius soror és una espècie de granota de la família dels hiperòlids que viu a Guinea.
Està amenaçada d'extinció per la pèrdua del seu hàbitat natural.